# Hôtel de Vitry
El hôtel de Vitry, también conocido como hôtel de Guiche, hôtel de Boufflers, hôtel de Duras o hôtel Lefebvre-d'Ormesson es un hôtel tel particulier ubicada en la Place des Vosges en París, Francia. Está en el lado norte de la plaza, al este del Hôtel de Tresmes .
Data de principios del siglo XVII. Las fachadas y cubiertas se clasifican como monumentos históricos en 1920, y la galería de la plaza y las hojas de la puerta principal en 1956.